# Campos, Mallorca
Campos là một đô thị trên đảo Mallorca, thuộc quần đảo Baleares, Tây Ban Nha. Giáp với các đô thị: Llucmajor, Porreres, Felanitx, Santanyí, và Ses Salines.